# Edith Sitwell
Edith Louisa Sitwell (Scarborough, Yorkshire del Norte, Inglaterra, 7 de septiembre de 1887 – Londres, 9 de diciembre de 1964) fue una poetisa y crítica británica.

## Poesía
Sitwell publicó su primer poema The Drowned Suns («Los soles ahogados») en el Daily Mirror en 1913 y, entre 1916 y 1921, editó Wheels («Ruedas»), una antología poética anual compilada con sus hermanos—una colaboración literaria generalmente llamada «the Sitwells» (Los Sitwell).
En 1929 publicó Gold Coast Customs («Costumbres de la Costa de Oro»), un poema sobre la artificialidad del comportamiento humano y la barbarie que yace bajo la superficie. El poema fue escrito al ritmo del tom-tom y del jazz, y muestra considerable habilidad técnica. Sus primeras obras muestran la fuerte influencia de los simbolistas franceses. Hasta 1939 su poesía era irónica y brillante, relacionada con música y pintura, e influida por el cubismo especialmente de Picasso y Braque. 
Se convirtió en una proponente y defensora de tendencias innovadoras en la poesía inglesa y se opuso a lo que consideró el convencionalismo de gran parte de los poetas contemporáneos que miraban hacia atrás. Su piso se convirtió en un lugar de reunión para jóvenes escritores de quienes deseaba hacerse amiga y ayudar: entre estos últimos estuvieron Dylan Thomas y Denton Welch. También ayudó a publicar la poesía de Wilfred Owen después de su muerte.
Su única novela, I Live under a Black Sun («Vivo bajo un sol negro»), basada en la vida de Jonathan Swift, se publicó en 1937. También en prosa escribió en 1930 una biografía sobre el poeta Alexander Pope y en 1933  Ingleses excéntricos (1933), sobre figuras conocidas del mundo intelectual del momento.
Sitwell estaba interesada sobre todo en la distinción entre la poesía y la música, un asunto que exploró en Façade (1922), al que puso música William Walton, una serie de poemas abstractos cuyos ritmos imitan los de la música. Façade fue interpretada detrás de una cortina con un agujero en la boca de un rostro pintado y las palabras se recitaban a través del agujero con la ayuda de un megáfono. El público recibió la primera interpretación con desconcierto, pero hubo muchas reacciones positivas.  Benjamin Britten compuso Praise We Great Men, para voces y orquesta, basada en uno de sus poemas. 

## Publicidad y controversia
Sitwell tenía rasgos angulares que recordaban a la reina Isabel I (también compartían fecha de cumpleaños) y medía 1,83 m. de alto, pero a menudo vestía de manera inusual con ropas de brocado o terciopelo con turbantes dorados y una plétora de anillos; sus joyas pueden verse en las galerías de joyas del Museo Victoria y Alberto de Londres. Su inusual apariencia provocó críticas casi tanto como sus versos, y a lo largo de su vida fue objeto de ataques personales más o menos virulentos por parte de Geoffrey Grigson, F. R. Leavis y otros, que ella devolvía con vigor. Mientras agonizaba, el crítico Julian Symons publicó el último de estos ataques en The London Magazine de noviembre de 1964, acusándola de 'lucir los corazones sangrantes de otras personas en su propia y segura manga.' Sus 'enemigos' eran tratados con desdén; después de que Noel Coward escribiera un sketch sobre Sitwell y sus dos hermanos como The Swiss Family Whittlebot («La familia suiza Whittlebot») para su revista London Calling! de 1923 ella rechazó hablarle hasta que se reconciliaron después de su triunfante fiesta de 70.º cumpleaños en el London's Festival Hall. Hacia sus amigos, ella mostró gran dulzura e invariable amabilidad.
Sitwell, tras la Segunda Guerra Mundial, había empezado a interesarse por la religión católica, ingresando en ella en 1955, a los 68 años. No es de extrañar, pues, el tono espiritual y la gran presencia de imágenes religiosas que caracterizan Still Falls the Rain.